# 山本耀司
山本 耀司（やまもと ようじ、1943年10月3日 - ）は、日本のファッションデザイナー。ヨウジヤマモト（Yohji Yamamoto）の名でプレタポルテ（高級既製服）ブランドを展開している。
長女の山本里美（英: Limi Feu ）（りみ）も、自身のブランド「LIMI feu」（リミフゥ）のデザイナー。ヨウジヤマモトグループである。

## 来歴

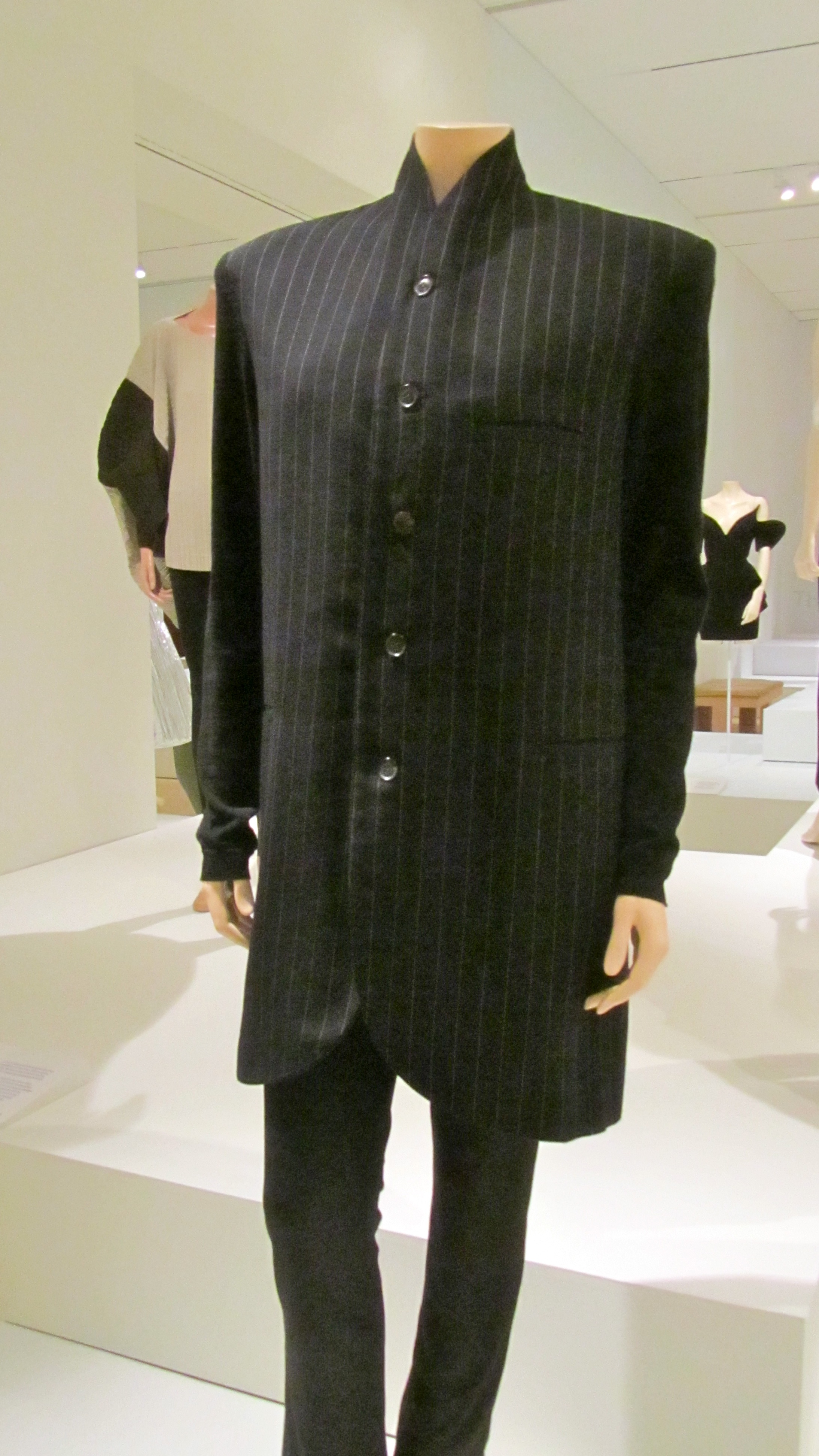
ヨウジヤマモトのウール・スーツ

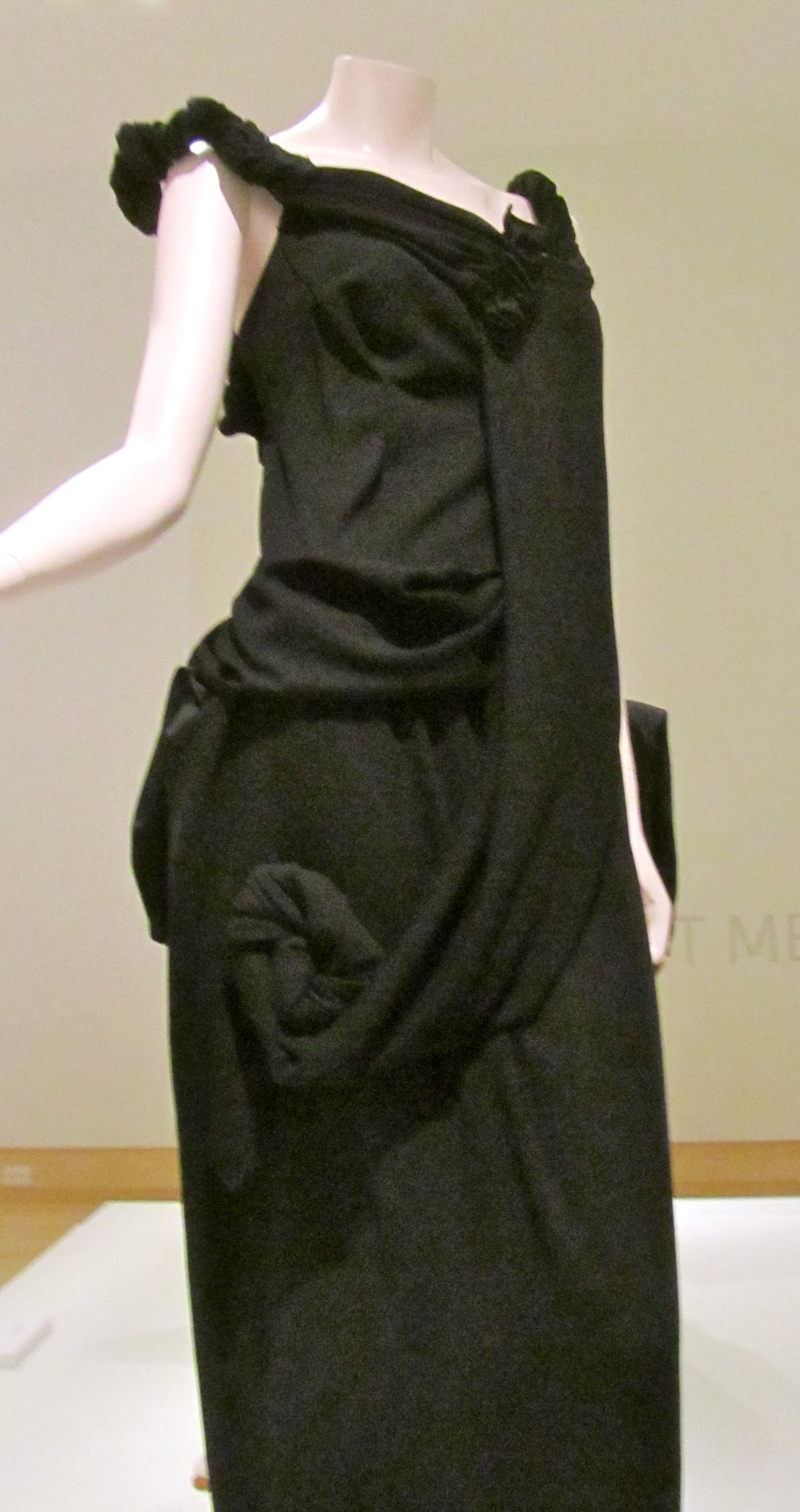
ヨウジヤマモトのロングドレス

歌舞伎町で百貨店に総菜を卸す会社を経営する父・山本文雄と、その経理や事務作業を手伝っていた母・山本冨美の長男として東京都新宿区に生まれた。父がルソン島で戦死した後、母は歌舞伎町でオーダーメイドの洋装店（フミ洋装店）を営んでいた（母も文化服装学院出身）。
歌舞伎町の風紀の悪さを密かに心配していた茨城県水戸市に住む叔母（母の妹）の勧めで、新宿区立大久保小学校から暁星小学校に編入（小6）。その後、暁星中学校・高等学校（同窓生に村井邦彦や峰岸徹らがいた）を経て、慶應義塾大学法学部法律学科を卒業。
1969年に文化服装学院を卒業。同年に装苑賞と遠藤賞とをダブル受賞。以降、プレタポルテを志向するようになる。
1972年に既製服の展開を行う株式会社ワイズ (Y's) を設立し、1977年東京コレクションにデビュー。1981年コム・デ・ギャルソンの川久保玲と共にパリコレクションにデビュー。1990年には三菱銀行、1991年には東海旅客鉄道（JR東海）の新制服をそれぞれデザイン。1993年のバイロイト音楽祭でワーグナーのオペラ「トリスタンとイゾルデ」の衣装を担当した。
『BROTHER』、『Dolls』等、北野武の映画作品の衣装を数多く手がけ、北野は現在も山本の服を愛用している。2009年、パリ・カンボン店オープン。
2009年10月8日、旧(株)ヨウジヤマモトは民事再生法の適用を申請。投資会社インテグラルの支援により、直営店および百貨店インショップ、国内外の卸事業は継続。パリ・コレクションも続ける。また山本耀司は、引き続きチーフデザイナーとして、デザイン活動を行う。
2009年12月、インテグラルが設立した新会社が(株)ヨウジヤマモトとして旧ヨウジヤマモト社から事業譲渡を受け再起を果たした。
2014年、RIZZOLIより『Yamamoto & Yohji』刊行。
2014年、レアル・マドリードのサードユニフォームをデザイン。
2015年、全仏オープンのためのコレクション、「アディダス “ローラン・ギャロス コレクション バイワイスリー” (adidas “Roland Garros Collection by Y-3”)」を発表。同年5月にローラン・ギャロスで開催された全仏オープンテニスで、ジョー＝ウィルフリード・ツォンガ選手とアナ・イバノビッチ選手のほか、大会のボールボーイとボールガールも着用。
2016年1月、山本が手がけるアディダスのスポーツブランド「ワイスリー(Y-3)」が、宇宙旅行ビジネスを行うヴァージン・ギャラクティック（以下VG社）と協業し世界で初めて宇宙旅行用アパレルの開発を進めていることを発表。同年1月14日、米・ニューメキシコ州にあるVG社の施設「スペースポート・アメリカ」で宇宙飛行士用フライトスーツとブーツの試作品が公開された。

## 受賞
1994年、フランスより芸術文化勲章「シュヴァリエ」を受章。2004年に紫綬褒章を受章。翌2005年には、経済産業省より「日本ブランド創造貢献企業表彰」受賞、さらにフランス芸術文化勲章「オフィシエ」を受章。2006年には英国ロイヤル・ソサエティ・オブ・アーツ名誉ロイヤル・デザイナー・フォー・インダストリーを受章している。2011年には春季外国人叙勲にてフランスより芸術文化勲章「コマンドゥール」を叙勲されることが報道された。同年にパリの文化・コミュニケーション省にてフレデリック・ミッテラン大臣より受章。

## 年譜
- 1972年 株式会社ワイズを設立
- 1977年 東京コレクションにデビュー
- 1981年 パリ・プレタポルテコレクションにデビュー。同時にYohji Yamamotoを開始
- 1984年 株式会社ヨウジヤマモト設立
- 1989年 ヴィム・ヴェンダース監督映画『都市とモードのビデオノート』に出演
- 1994年 フランス芸術文化勲章「シュバリエ」受章
- 1999年 坂本龍一によるオペラ『LIFE』の衣装を担当
- 2001年 北野武監督映画『BROTHER』の衣装を担当。以後の北野作品には全て関わっている
- 2002年 パリ・オートクチュールコレクションの期間にプレタポルテを発表
- 2002年 Y-3ラインをコレクションデビュー
- 2004年 紫綬褒章受章
- 2005年 経済産業省より「日本ブランド創造貢献企業表彰」受賞
- 2005年 フランス芸術文化勲章「オフィシエ」受章
- 2006年 英国ロイヤル・ソサエティ・オブ・アーツ名誉ロイヤル・デザイナー・フォーインダストリー受章
- 2008年 北京の故宮・太廟にてY'sのショウ開催
- 2008年 中国友好和平基金のもと山本耀司和平基金を設立。ロンドン芸術大学、名誉博士号授与
- 2008年 ヨウジヤマモトのパリ カンボン旗艦店オープン
- 2009年 2009年4月30日付け代表取締役辞任
- 2009年 10月8日、(株)ヨウジヤマモト民事再生法の適用を申請。負債60億円[8]。
- 2009年 12月、新(株)ヨウジヤマモトが旧会社から事業譲渡を受け再創業
- 2010年 4月1日、東京で19年ぶりにメンズコレクションを発表
- 2011年 英国ヴィクトリア&アルバート博物館にて「ヨウジヤマモト展」開催
- 2011年 フランス芸術文化勲章「コマンドゥール」受章[9]
- 2014年 RIZZOLIより『Yamamoto & Yohji』刊行
- 2014年 「レアル・マドリード」のサードユニフォームをデザイン
- 2015年 「アディダス “ローラン・ギャロス コレクション バイワイスリー” (adidas “Roland Garros Collection by Y-3”)」発表
- 2016年 「ワイスリー (Y-3)」がヴァージンギャラクティック社（Virgin Galactic、以下VG社）との協業を発表
- 2024年 アディダス「Y-3」サッカー日本代表 2024 ユニフォームをデザイン

## 主なブランドライン名
Yohji Yamamoto（ヨウジヤマモト）
レディースのコレクションライン。通称FEMME。
Yohji Yamamoto +Noir（ヨウジヤマモト プリュス ノアール）
レディースライン。“黒”をテーマに、アクセントといくつかの色・柄によって構成。
Yohji Yamamoto POUR HOMME（ヨウジヤマモト プールオム）
メンズのコレクションライン。通称HOMME。
Yohji Yamamoto COSTUME D'HOMME（ヨウジヤマモト コスチュームドオム）
メンズのスーツライン。
Y's（ワイズ）
レディースライン。自立した女性がテーマ。1972年スタート。2012-13年秋冬コレクションからは、山本と共に仕事をしてきたプランナーやパタンナーらが継承する予定。
Y's for men（ワイズフォーメン）
Y'sのメンズライン。もともとはY'sを着ている女性の隣にいる男性が似合う服というコンセプト。2009-10年秋冬コレクションをもって休止したが、2023-24年秋冬コレクションより復活予定。
s'yte（サイト）
インターネット限定のカジュアルウェアブランド。2011年9月スタート。
Ground Y（グラウンド ワイ）
ジェンダーレス、エイジレスなスタイルを提案。2014年9月スタート。
discord（ディスコード）
日本文化の奥ゆかしい美しさを特徴とするアクセサリーブランド。2014年秋冬スタート。
Yohji Yamamoto by RIEFE（ヨウジヤマモト バイ リーフェ）
ジュエリーライン。クリエイティブ・ディレクターは春井里絵。2021年7月スタート。

### 休止・終了したブランドライン
Y's for men SHIRTS（ワイズフォーメン シャツ）
メンズライン。
Y（ワイ）
イタリア生産のスーツライン。2005年7月にイタリアで発表された。3タイプのスーツ (Ooty 1130, Syne 698, Fytt 432)、タキシード (Yoetn 1829)、Yシャツ、ネクタイを展開していた。

## コラボレーション
Y-3（ワイスリー）
ドイツのアディダス社とのコラボレーションブランド。2014年には、レアル・マドリードの3rdユニフォームをデザイン。
Yohji JEANS
エドウインとコラボレーションしたジーンズのブランド。2012年6月よりヨーロッパとアメリカ地域で販売開始予定。
Y's for living（ワイズフォーリビング）
生活雑貨のブランド。
Y'saccs（イザック）
1986年、Y'sの雑貨ブランドとして誕生。2001年にコラボレートを解消。
Yohji Yamamoto D'URBAN A.A.R（アール）
ダーバン社（現、レナウン）とヨウジヤマモトのコラボレーションによる、大学生をターゲットにしたビジネスラインブランド。A.A.RとはAgainst All Risksの略。1992年スタート。2005-06年秋冬コレクションを最後にコラボレートを解消、2008年春夏コレクションをもって終了。
COMING SOON（カミングスーン）
イタリアのシンヴ (Sinv.) 社との提携によるカジュアルブランド。
Y's MANDARINA（ワイズ マンダリーナ）
マンダリナ・ダックとコラボレーションしたバッグのブランド。2006年スタート。
Prototype（プロトタイプ）
イギリスのリンダファローとコラボレーションしたサングラスのブランド。
WILDSIDE YOHJI YAMAMOTO
様々なブランドやアーティストと協業し、アイテムを展開するプロジェクト。2022年7月にオンラインストアで展開開始。
この他、サルヴァトーレ・フェラガモとのコラボレーションによるシューズや、ランボルギーニとのコラボモデル「ランボルギーニ・アヴェンタドールS “ドレスド” by ヨウジヤマモト」、石ノ森章太郎（仮面ライダー、イナズマン、009 RE:CYBORG）、読売ジャイアンツなどとのコラボレーションがある。

## 映画
- 都市とモードのビデオノート "Notebook on Cities & Clothes"（1989年、監督 ヴィム・ヴェンダース） ‐ 出演

## 著書
- 『Talking to Myself』（2002年　Steidl社）
- 『My Dear Bomb』（2011年　Ludion社、岩波書店）
- 『服を作る - モードを超えて』（2014年 中央公論社）聞き手：宮智泉　2019年 増補新版

## 関連書籍
- 鷲田清一『たかが服、されど服　ヨウジヤマモト論』（2010年　集英社）
- 『Fashion News（ファッションニュース）2011年3月号増刊　特集・山本耀司　もう一度咬みつけよ、ヨウジ』（2011年　INFASパブリケーションズ）
- 『Yamamoto & Yohji』（2014年　RIZZOLI）